# Oncești (Bacău)
Oncești is een Roemeense gemeente in het district Bacău.
Oncești telt 1781 inwoners.